# Kim Cesarion
Kim Hugo Leonel Niko Cesarion (Stockholm, 10 juli 1990), professioneel bekend als Kim Cesarion, is een Zweedse zanger en liedschrijver. Kim Cesarion is een klassiek geschoolde muzikant. Hij studeerde aan de Lilla Akademin, een gerenommeerde muziekschool in Stockholm. Hij speelt verschillende instrumenten. Ook heeft hij op een klassieke muziekschool in Rusland gezeten. Hij heeft getekend bij RCA, Sony Music en Columbia.

## Levensloop
Hij is geboren in Stockholm en heeft een Guadeloupse vader en een Zweeds-Griekse moeder. Zijn vader en oom waren producer. Zijn zus treedt ook op.

## Carrière
In 2011 kreeg Cesarion een platencontract bij Aristotracks na Arnthor Birgisson en Linus Andreen te hebben ontmoet. Hij tekende een distributieovereenkomst met Sony Music Sweden, RCA UK zou zorgen voor de distributie in het Verenigd Koninkrijk en Columbia Records in de Verenigde Staten.
Kim Cesarion is bekend van zijn contratenorstem, die hij gebruikt heeft op zijn single "Undressed", uitgebracht op 22 maart 2013 en verschenen in de top 10 van drie landen. Zijn tweede single "Brains Out" kwam uit op 6 september 2013. Zijn debuutalbum zou naar verwachting in de lente van 2014 verschijnen.

## Discografie

### Albums
| Titel     | Albumdetails                                                                                  |
| --------- | --------------------------------------------------------------------------------------------- |
| Undressed | - Verschenen: June 16, 2014 - Label: Aristotracks, RCA, Sony Music - Format: lp, cd, download |

### Singles
| Jaar | Titel              | Hoogste noteringen | Hoogste noteringen | Hoogste noteringen | Hoogste noteringen | Hoogste noteringen | Hoogste noteringen | Onderscheidingen                                             | Album     |
| Jaar | Titel              | ZWE                | AUS                | DEN                | FIN                | NOR                | NZ                 | Onderscheidingen                                             | Album     |
| ---- | ------------------ | ------------------ | ------------------ | ------------------ | ------------------ | ------------------ | ------------------ | ------------------------------------------------------------ | --------- |
| 2013 | "Undressed"        | 7                  | 5                  | 6                  | 11                 | 13                 | 32                 | - ZWE: 2 × platina - AUS: platina - DEN: Platina - NOR: goud | Undressed |
| 2013 | "Brains Out"       | —                  | —                  | 30                 | —                  | —                  | —                  |                                                              | Undressed |
| 2014 | "I Love This Life" | 38                 | 87                 | 25                 | —                  | —                  | —                  |                                                              | Undressed |
| 2016 | "Therapy"          | 74                 | —                  | —                  | —                  | —                  | —                  |                                                              |           |